# Saab 37 Viggen
O Saab J-37 Viggen - conhecido na Suécia como Saab 37 Viggen - é um caça supersônico sueco fabricado pela Saab AB, com a participação das empresas Volvo, Ericsson e Bofors. O primeiro protótipo apareceu em 1967 e o primeiro exemplar distribuído à Força Aérea da Suécia em 1971. Foram produzidos 329 aviões até 1989, ano em que cessou o projeto.

Sucedeu ao Saab Draken e foi substituído pelo Saab Gripen.

## Operadores
- Suécia

## Galeria

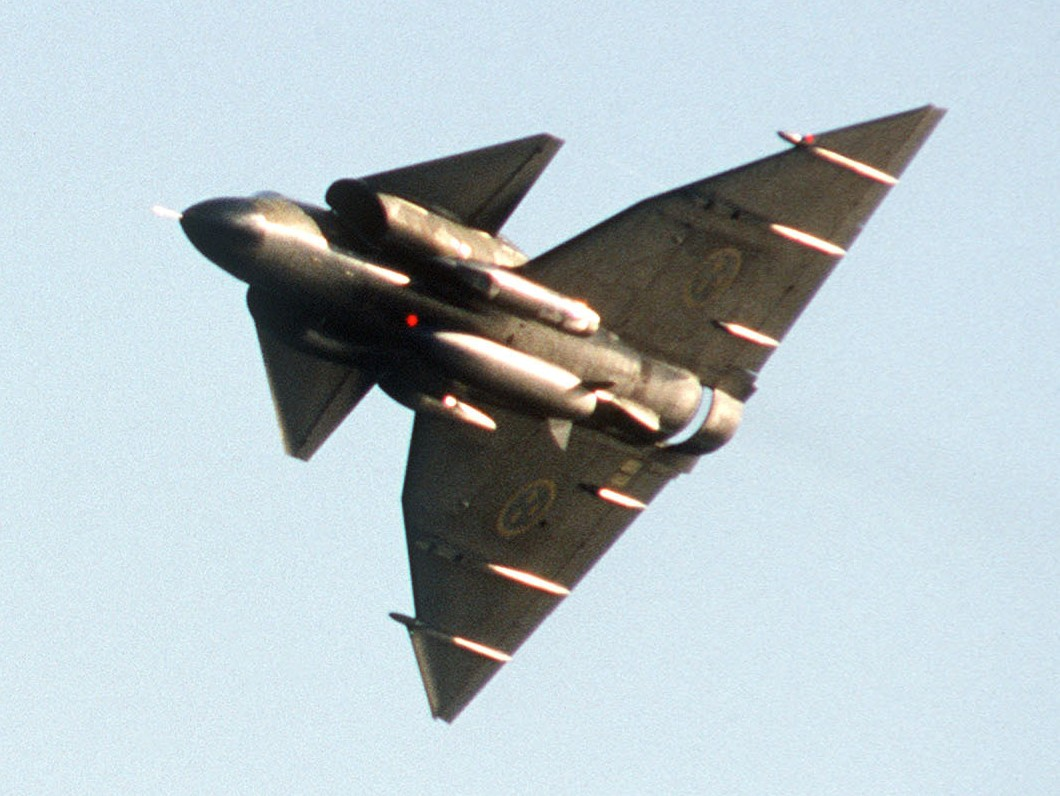
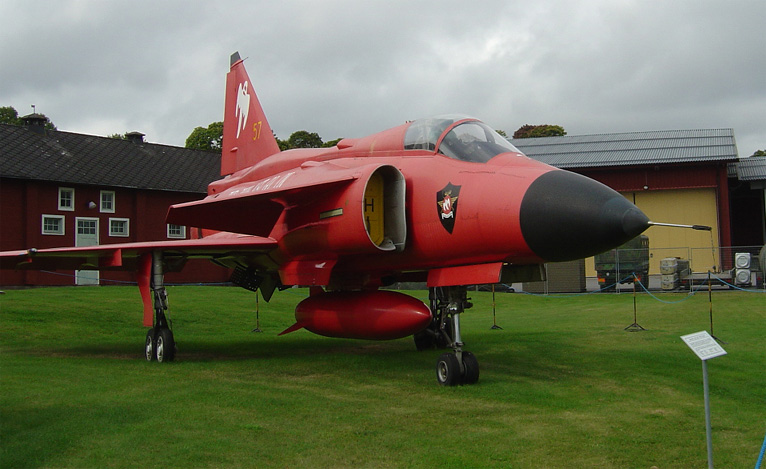
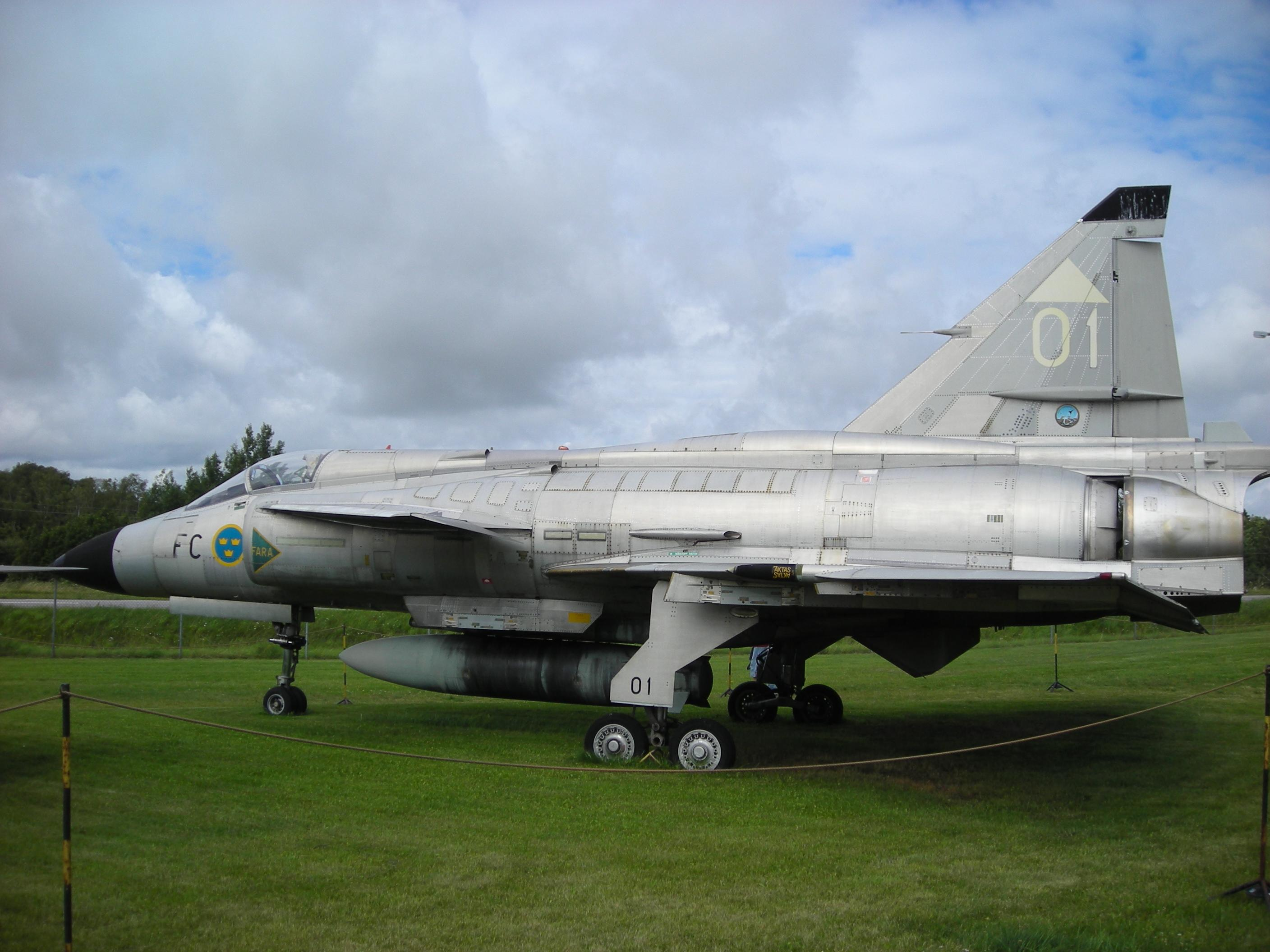
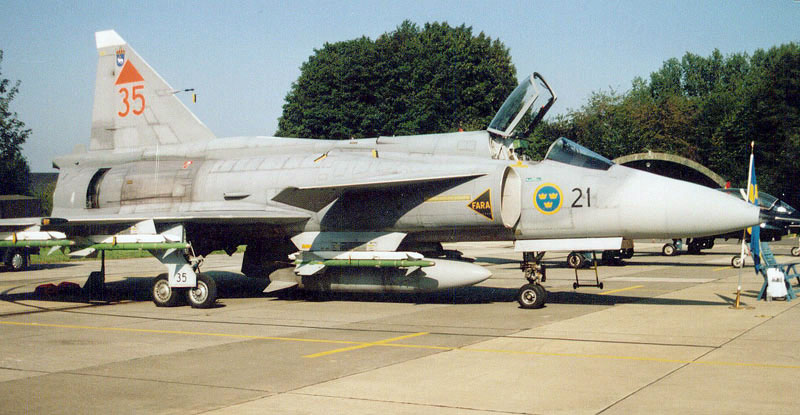

- Três vistas do Saab Viggen.